# Saint-Congard
 Saint-Congard  (en bretón Sant-Kongar) es una población y comuna francesa, situada en la región de Bretaña, departamento de Morbihan, en el distrito de Vannes y cantón de Rochefort-en-Terre.

## Demografía
| 769 | 722 | 697 | 683 | 664 | 637 |
| Para los censos de 1962 a 1999 la población legal corresponde a la población sin duplicidades (Fuente: INSEE [Consultar]) |     |     |     |     |     |